# SEPECAT Jaguar
Pour les articles homonymes, voir Jaguar (homonymie).
Le SEPECAT Jaguar est un avion militaire de conception franco-britannique dont la version monoplace est destinée à l'attaque au sol et la version biplace à l'entraînement avancé. Mis en service en 1973, il a été construit à un peu plus de 600 exemplaires utilisés par six pays, dont l'Inde qui l'a construit sous licence.

## Conception
Au début des années 1960, la France et le Royaume-Uni sont tous les deux à la recherche d'un avion d'entraînement avec des capacités d'attaque au sol. Bien que les cahiers des charges respectifs soient différents, les besoins sont cependant rapprochés et un premier protocole d'accord entre les deux pays est signé en mars 1964. Le projet 121A proposé par Breguet Aviation est retenu en 1965 et, l'année d'après, Breguet fonde avec British Aircraft Corporation (BAC) la coentreprise SEPECAT chargée de concevoir puis de fabriquer en série le futur avion.
Le 27 juin 1967, à la demande du gouvernement français, la Société des avions Marcel Dassault rachète Breguet Aviation et doit prendre en charge le programme Jaguar.

### Jaguars A, B, E, S
Deux prototypes de chaque version sont construits, dans l'ordre :
- biplace d'entraînement pour la France (Jaguar E, premier vol le 8 septembre 1968) ;
- monoplace d'attaque pour la France (Jaguar A, 23 mars 1969) ;
- monoplace d'attaque pour le Royaume-Uni (Jaguar S, 12 octobre 1969) ;
- biplace d'entraînement pour le Royaume-Uni (Jaguar B, 30 août 1971).

Lorsque le premier appareil de série sort des chaînes de montage, fin 1971, les deux pays ont finalement changé d'avis et la mission d'attaque est devenue prioritaire : tant la France que le Royaume-Uni ont commandé chacun 200 avions, répartis en 160 monoplaces et 40 biplaces. La production en série est partagée à parts égales, chaque pays fournissant une moitié des pièces et assurant l'assemblage final des appareils qui lui sont destinés. Les réacteurs Rolls-Royce Turbomeca Adour étaient construits par Rolls-Royce pour les avions anglais, et par Turboméca pour les avions français.
Les premiers Jaguar A sont livrés avec des réacteurs Adour 101 d'une poussée maximale de 24,7 kN, rapidement remplacé par l'Adour 102 plus puissant et doté d'une postcombustion "modulée" qui peut s'enclencher progressivement dès 80 % de la poussée maximale à sec. Ce système avait initialement été développé pour le Jaguar M. Les autres versions reçoivent directement l'Adour 102.
Malgré leur cellule commune, les versions utilisées par les deux pays n'ont ni les mêmes canons (DEFA pour les Français, Aden pour les Anglais) ni la même avionique. Les avions français étaient équipés d'un radar Doppler de navigation, d'un système de contrôle de tir, d'un système d'alerte radar, et d'une caméra panoramique OMERA 40 sous le nez, complétée plus tard par un télémètre laser. Les 30 derniers monoplaces français peuvent également emporter une nacelle de désignation laser. De leur côté, les avions anglais disposaient d'un système de navigation et d'attaque plus performant, d'un afficheur de défilement de carte, d'un détecteur d'alerte radar formant une barre au sommet de la dérive, et d'un système laser dans le nez assurant la télémétrie et la détection d'illumination.

### Jaguar M
En supplément, la France réalise un prototype désigné Jaguar M, destiné à son aéronautique navale et modifié pour opérer depuis un porte-avions. Il fait son premier vol le 14 novembre 1969 et effectue plusieurs campagnes d'essais : appontages simulés sur piste à Nîmes-Garons, tests sur une catapulte au sol au Royaume-Uni, puis essais en mer à partir du porte-avions Clemenceau. Cette version est cependant abandonnée début 1973 car le Jaguar s'avérait sous-motorisé. Ce prototype est visible au musée de l'aéronautique navale de Rochefort.

## Carrière en France
Dans l'Armée de l'Air, le Jaguar se voit confier les missions suivantes :
- attaque au sol classique à l'aide d'une panoplie de bombes, roquettes dont la Zuni , etc. ;
- attaque de précision avec des armes guidées laser (missile AS-30L, bombes guidées laser) ;
- frappe nucléaire tactique avec la bombe AN-52[5] ;
- attaque anti-radar avec le missile AS-37 Martel ;
- guerre électronique avec des pods externes CT 51 de brouillage.

En rôle secondaire, il peut également effectuer des missions de reconnaissance (avec un pod ventral RP 36P contenant 3 caméras) et de chasse à moyenne/basse altitude.
| Escadron        | Période   | Localisation | Mission principale                                       |
| --------------- | --------- | ------------ | -------------------------------------------------------- |
| 1/7 Provence    | 1973-2005 | Saint-Dizier | Frappe nucléaire jusqu'en 1993 puis assaut conventionnel |
| 2/7 Argonne     | 1974-2001 | Saint-Dizier | Entraînement                                             |
| 3/7 Languedoc   | 1973-2001 | Saint-Dizier | Frappe nucléaire jusqu'en 1993 puis assaut conventionnel |
| 4/7 Limousin    | 1980-1989 | Istres       | Frappe nucléaire                                         |
| 1/11 Roussillon | 1976-1994 | Toul         | Assaut conventionnel                                     |
| 2/11 Vosges     | 1976-1996 | Toul         | Guerre électronique                                      |
| 3/11 Corse      | 1975-1997 | Toul         | Assaut conventionnel                                     |
| 4/11 Jura       | 1978-1992 | Bordeaux     | Assaut conventionnel                                     |
| 3/3 Ardennes    | 1977-1987 | Nancy        | Attaque anti-radar                                       |

À la fin des années 1980, les Jaguar français seront équipés d'un GPS, non connecté au système de navigation mais qui permet cependant de le recaler manuellement. L'Armée de l'Air a retiré du service ses derniers Jaguar le 1er juillet 2005, le dernier escadron encore opérationnel (le 1/7 Provence) recevant alors les premiers Rafale l'année suivante.

## Carrière au Royaume-Uni

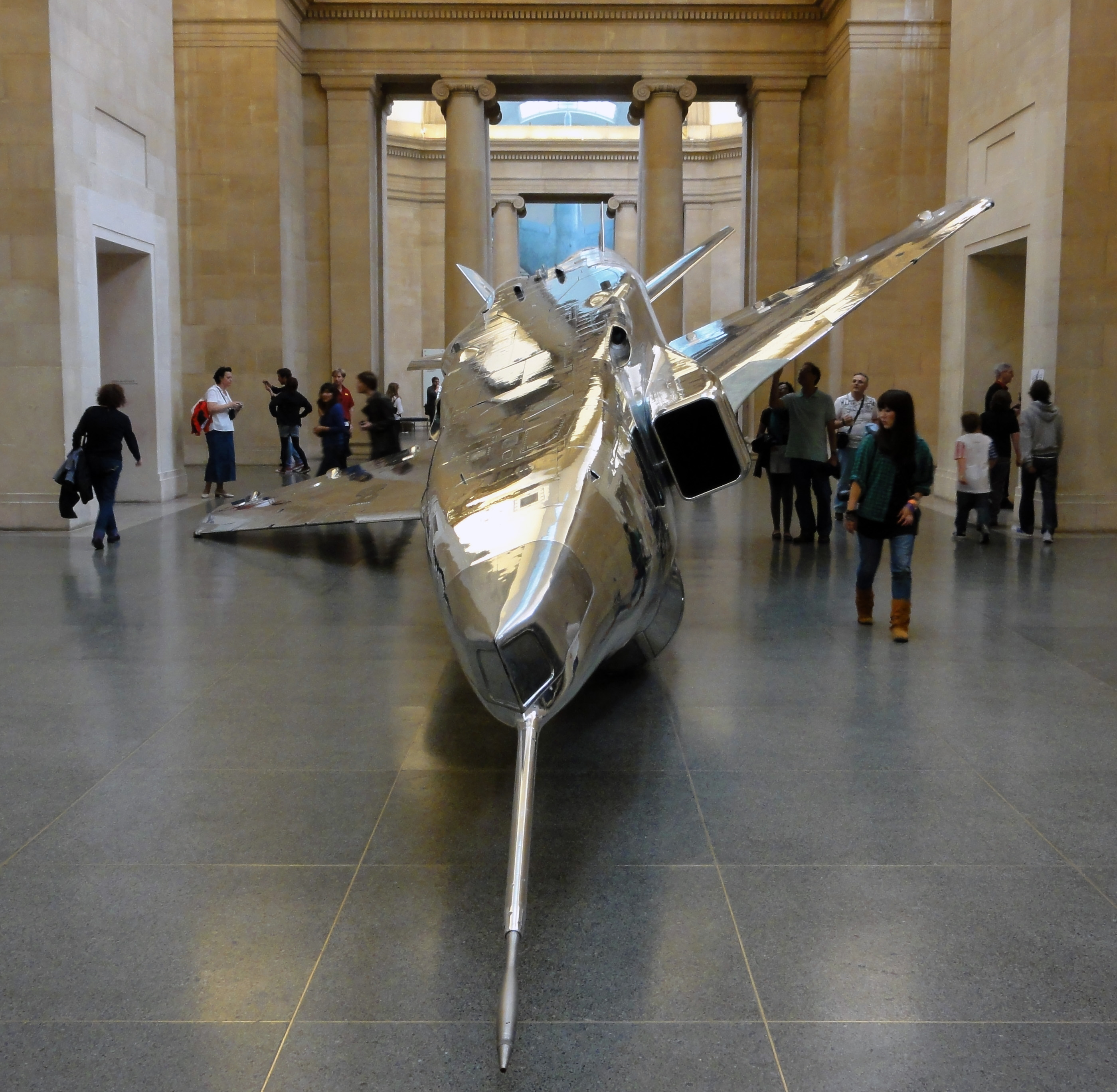
Exposition en 2010 au Tate Britain d'un ancien Jaguar de la Royal Air Force installé par Fiona Banner.

Durant leur carrière, les Jaguars anglais ont subi plusieurs programmes de mise à jour. En 1983, certains avions (75 Jaguar GR.1A et 14 T.2A) furent équipés d'un nouveau système de navigation plus précis incluant une centrale à inertie et un nouvel ordinateur de bord, dans lequel les missions pouvaient être programmées à l'aide de cartouches mémoires. Ils reçurent ensuite des réacteurs Adour 104 offrant 10 % de puissance supplémentaire que les Adour 102 d'origine. Au début des années 1990, le détecteur d'alerte radar fut remplacé par un système plus performant et des rails d'emport pour missiles air-air furent montés au-dessus des ailes (héritage du Jaguar International).
Après la guerre du Golfe, quelques Jaguar (10 monoplaces GR.1B et 2 biplaces T.2B) furent modifiés pour emporter une nacelle TIALD (système combiné d'imagerie infrarouge et d'illumination laser), ce qui entraîna l'installation d'un bus de données interne, la modification du viseur tête haute et du poste de pilotage. Après la guerre de Bosnie, un programme désigné Jaguar 96 aboutit à la version GR.3 comprenant les modifications du GR.1B complétées par un système Mains sur manche et manette (acronyme HOTAS en anglais) et un système de navigation amélioré incluant un GPS.
En 2000 furent livrés les premiers Jaguar GR.3A avec un poste de pilotage compatible avec les lunettes de vision nocturne, le support d'un afficheur sur la visière du casque, et un nouveau système de planification des missions. Parallèlement, les biplaces T.2 furent portés au standard T.4 incluant certaines des modifications des GR.3 et GR.3A. Enfin, le réacteur Adour 104 fut remplacé par un Adour 106 plus fiable et offrant 6 % de puissance supplémentaire.
Alors que les modernisations effectuées devaient initialement permettre à la Royal Air Force de conserver ses Jaguar jusqu'en 2008, le dernier escadron équipé de cet appareil a été dissous le 31 mai 2007.
De mi-2010 à début 2011, le Jaguar GR3 immatriculé XZ118 a été utilisé par l'artiste Fiona Banner pour une exposition au musée Tate Britain. L'avion avait été débarrassé de sa peinture puis poli comme un miroir, avant d'être exposé sur le dos au milieu d'une galerie.

## Ventes à l'export
Les ventes à l'export ont été négociées et réalisées principalement par les Britanniques car, entre-temps, Breguet avait été racheté par Dassault Aviation qui préférait vendre son Mirage F1. Ainsi, British Aerospace obtiendra en 1980 une licence exclusive pour le marché international.
Une version spécifique a été développée pour l'export : le Jaguar International, qui fit son premier vol le 2 septembre 1975. Basée sur les Jaguar GR.1/T.2 anglais, elle dispose de réacteurs Adour 804 offrant 32 % de poussée supplémentaire (soit 47,4 kN) et d'une avionique différente suivant les pays. Cette version peut également emporter deux missiles air-air montés sur des rails posés sur les ailes en extrados, possibilité qui sera par la suite ajoutée aux Jaguar anglais. SEPECAT proposait enfin une sous-version destinée à l'attaque antinavire, équipée d'un radar Agave dans le nez et pouvant tirer le missile antinavire Sea Eagle.

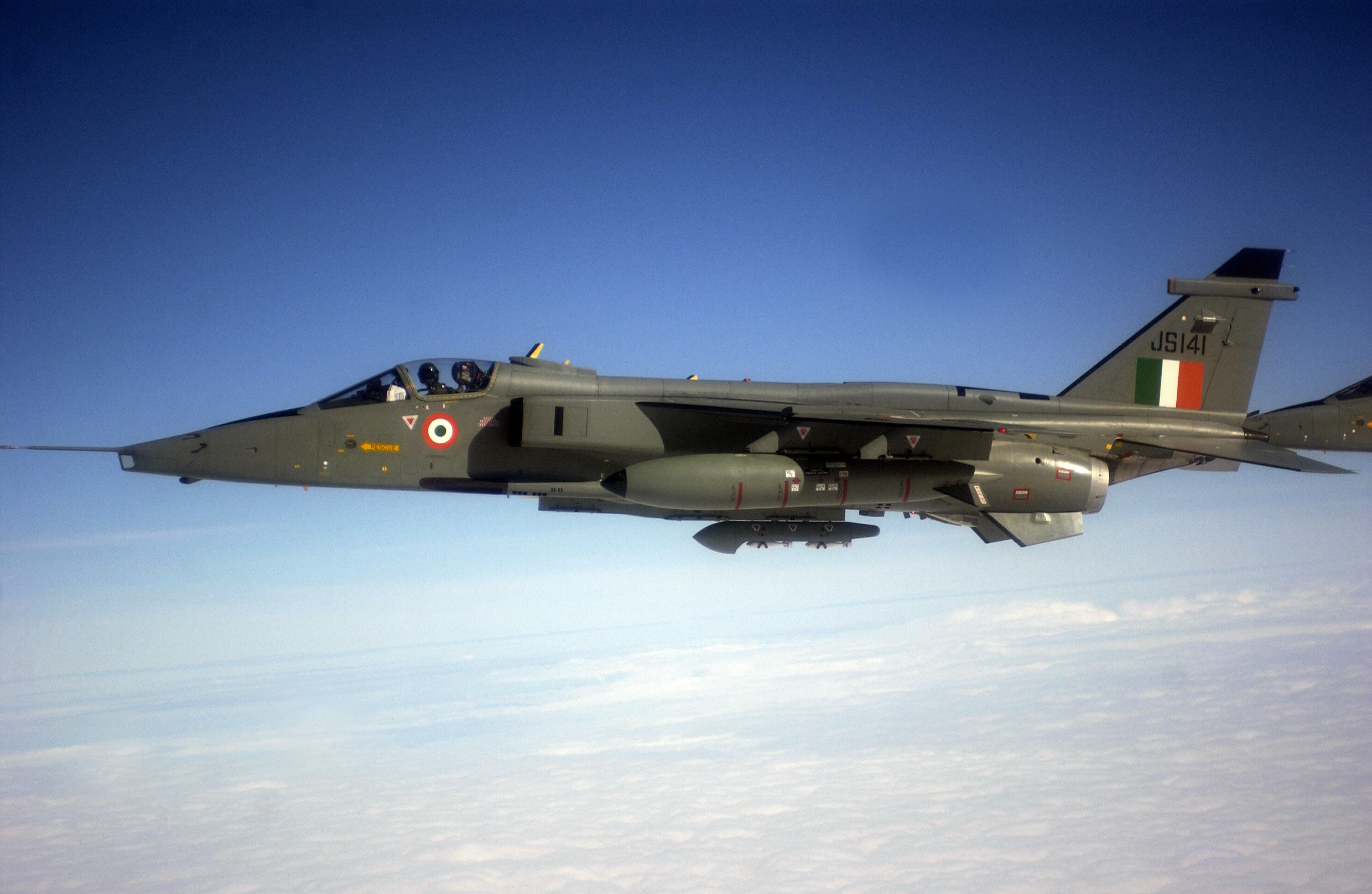
Un Jaguar de la Force aérienne indienne

### Exportations
Des dizaines d'avions furent exportées vers l'Équateur (12), au Sultanat d'Oman (24), en Inde (40) et au Nigéria (18) : Oman a mis à jour ses Jaguar à deux reprises (au standard GR.1A à la fin des années 1980, puis au standard GR.3A à la fin des années 1990) tandis que, pour des raisons budgétaires, le Nigéria a non seulement renoncé à acquérir 18 Jaguar supplémentaires, mais a également retiré les exemplaires en service au début des années 1990.

### Fabrication sous licence en Inde
Le plus gros client à l'export pour le Jaguar est l'Inde. À la recherche d'un avion d'attaque au sol depuis la fin des années 1950, ce pays avait d'abord développé le HAL HF-24 Marut qui ne put jamais recevoir de moteurs assez puissants et était dépourvu d'avionique digne de ce nom. Démarchée dès 1968, l'Inde signa finalement en avril 1979 une commande pour 130 Jaguar, incluant un contrat de fabrication sous licence pour 95 exemplaires et un transfert de technologie. La Royal Air Force devait former les premiers pilotes de la Force aérienne indienne et louer à l'Inde 20 appareils, en attendant qu'elle reçoive ses Jaguar (nommés localement Shamsher, soit « épée de justice »). En attendant son remplaçant, l’Inde a décidé de moderniser ses 120 avions de combat Jaguar datant des années 1980 aux standards du XXIe siècle. En modernisant ses Jaguar, l’Inde prolonge leur durée de vie jusqu’en 2030.
Un premier escadron indien fut déclaré opérationnel en septembre 1980, suivi d'un second un an plus tard, après l'arrivée des 38 exemplaires fabriqués par la SEPECAT. La production locale, confiée à Hindustan Aeronautics Ltd., commença par l'assemblage à partir de pièces fournies avant de se poursuivre par une fabrication entièrement indienne à l'exception des réacteurs. Au total, cinq escadrons furent équipés progressivement de 1980 à 1991. L'un d'eux reçut 12 Jaguar IM équipés de radars Agave et destinés à l'attaque maritime ; l'Inde est le seul pays à avoir mis en service cette version.
Équipés de réacteurs Adour Mk 811, les Jaguar indiens ont subi trois programmes de remise à niveau, désignés DARIN (centrale à inertie, afficheur de défilement de carte, système de navigation et d'attaque intégrés autour d'un bus de données), DARIN II (intégration d'un GPS, remplacement du système d'alerte radar, ajout d'un lance-leurres) et dans les années 2010 DARIN III avec une suite avionique de navigation et d'attaque avancée. En 2004, l'Inde avait produit environ 100 Jaguar localement et devait en fabriquer encore une vingtaine, pour un total de 158 exemplaires (avec ceux fabriqués par SEPECAT) dont les derniers sortent en 2007 dont une partie destinée à compenser les avions perdus depuis le début des années 1980, qui représentent un tiers du total.
Au début des années 2020, l’Inde acheta 31 cellules Jaguar hors service à la France, deux au Royaume-Uni et deux à Oman, ainsi que plusieurs milliers de pièces détachées aéronautiques, pour assurer le maintien d'une flotte, en 2025, de 120 Jaguar équipant six escadrons (n° 5, 6, 14, 16, 27 et 224), basés à Ambala, Jamnagar et Gorakhpur.

## Engagements

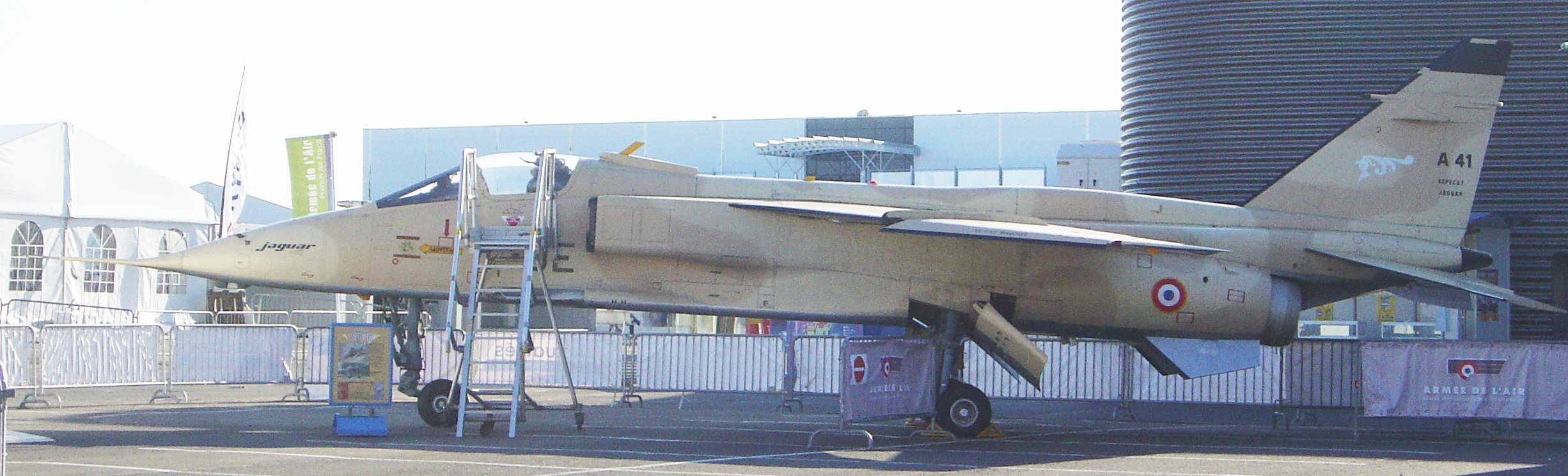
Un Jaguar A français portant le camouflage utilisé lors de la guerre du Golfe

Les Jaguar français furent engagés dans de nombreuses opérations :
- de novembre 1977 à mai 1978 depuis Dakar contre les colonnes du Front Polisario, alors en conflit avec la Mauritanie (opération Lamantin) ;
- d'avril 1978 à début 1980 au Tchad pour soutenir le gouvernement en place contre les rebelles du FROLINAT (opération Tacaud). Au moins 4 avions et 2 pilotes sont perdus durant ces opérations[13],[14] ;
- en 1983/1984 au Tchad dans le cadre de l'opération Manta. Le 25 janvier 1984, un avion est abattu par un canon antiaérien alors qu'il survole une colonne rebelle. Son pilote, le capitaine Michel Croci, est tué[15] ;
- en 1986/1987 au Tchad dans le cadre de l'opération Épervier, comprenant notamment un raid sur la base aérienne libyenne d'Ouadi-Doum le 16 février 1986 depuis Bangui (Centrafrique)[16],[17] et un autre contre les installations radars de cette même base le 7 janvier 1987[18] ;
- en août-septembre 1986 au Togo, simples démonstrations pour soutenir le gouvernement en place ;
- lors de la guerre du Golfe, les Jaguars menèrent la première mission offensive de l'Armée de l'Air Française, contre la base koweïtienne d'Al-Jaber soupçonnée d'abriter des missiles sol-sol Scud irakiens avec des bombes de 250 kg et des BLG 66 Bélouga[19]. Au terme d'une approche à basse altitude, trente mètres, quatre avions furent touchés[20] par des tirs de DCA après avoir survolé à sept mètres d'altitude un PC irakien puissamment défendu mais non répertorié sur leurs cartes. En conséquence, les missions suivantes se firent à plus haute altitude. Les Jaguar français effectuèrnt au total 615 sorties et 1 088 heures de vol ;
- en 1993/1994 en Turquie pour des missions de reconnaissance dans le cadre de l'opération Provide comfort ;
- en 1994 au Rwanda en support de l'opération Turquoise faisant suite au génocide des Tutsi ;
- de 1995 à 1999 lors des différentes opérations liées à la guerre de Bosnie puis du Kosovo.

Les Jaguar britanniques ont été engagés :
- lors de la guerre du Golfe, où ils effectuèrent eux aussi un peu plus de 600 sorties ;
- jusqu'en 1993 dans le cadre de l'opération Provide Comfort ;
- lors de différentes opérations liées à la guerre de Bosnie puis du Kosovo.

Les Jaguar indiens ont été engagés :
- de 1987 à 1990 pour des missions de reconnaissance au Sri Lanka en assistance contre les Tigres de libération de l'Eelam tamoul ;
- en 1999 pour des missions d'attaque lors du conflit de Kargil contre le Pakistan.

## Variantes et opérateurs

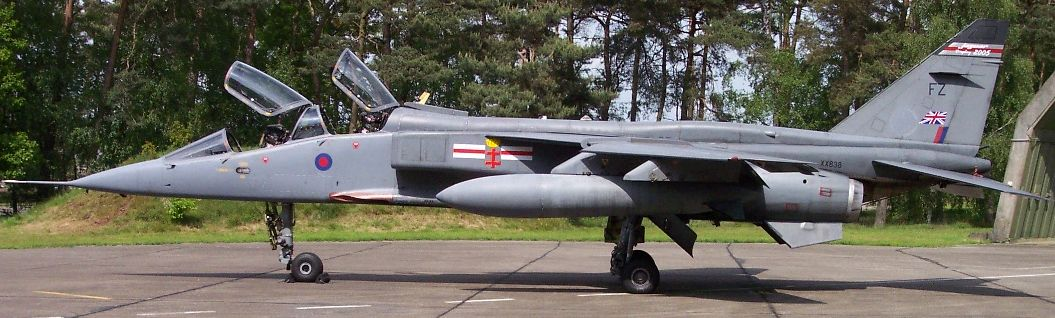
Un Jaguar B de la Royal Air Force

- Inde (en service à partir de 1979)
  - Jaguar IB (15 biplaces, dont 10 fabriqués sous licence)
  - Jaguar IM (12 monoplaces spécialisés dans l'attaque anti-navire)
  - Jaguar IS (104 monoplaces, dont 69 fabriqués sous licence)

### Anciens utilisateurs
- France (en service de 1973 à 2005)
  - Jaguar A (160 monoplaces)
  - Jaguar E (40 biplaces)
  - Jaguar M (abandonné, seul un prototype fut construit)
- Oman (en service à partir de 1978, retirée en 2014.)
  - Jaguar OB (4 biplaces)
  - Jaguar OS (20 monoplaces)
- Royaume-Uni (en service de 1973 à 2007)
  - Jaguar B (38 biplaces, désignation interne : T.2 et T.4)
  - Jaguar S (165 monoplaces, désignation interne : GR.1, GR.2, GR.3A)
- Équateur (en service de 1977 à 2002)
  - Jaguar EB (2 biplaces)
  - Jaguar ES (10 monoplaces)
- Nigeria (en service de 1984 à 1990)
  - Jaguar BN (5 biplaces)
  - Jaguar SN (13 monoplaces)

## Autres caractéristiques

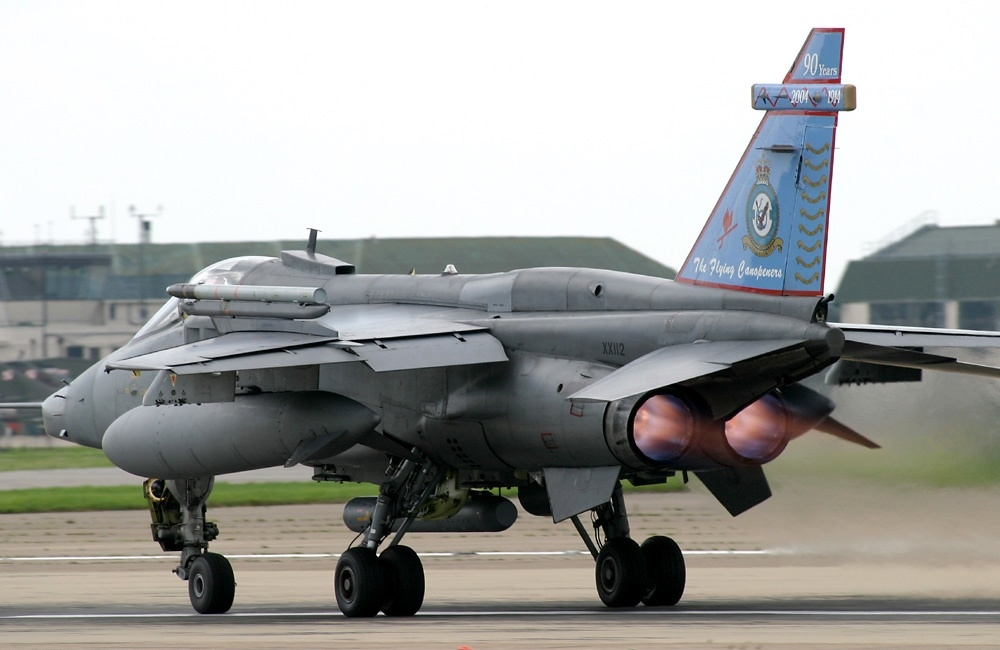
Missile air-air en extrados sur les deux ailes

Le Jaguar est un avion robuste capable d'utiliser des terrains sommairement aménagés, notamment grâce à des pneus basse pression. Sa maintenance est facile (changement d'un réacteur en 3 heures environ) et peu coûteuse. L'avion est équipé d'une crosse d'arrêt et d'un parachute pour l'assistance au freinage. Le parachute peut être remplacé par un lance-leurres mais, pendant la guerre du Golfe, les Jaguar tant anglais que français recevront plutôt des lance-leurres externes plaqués le long du fuselage, sous les ailes.
Les Jaguar monoplaces sont ravitaillables en vol à l'aide d'une perche escamotable à l'avant droit du poste de pilotage. Les Jaguar E français disposent d'une perche fixe dans le prolongement du nez.

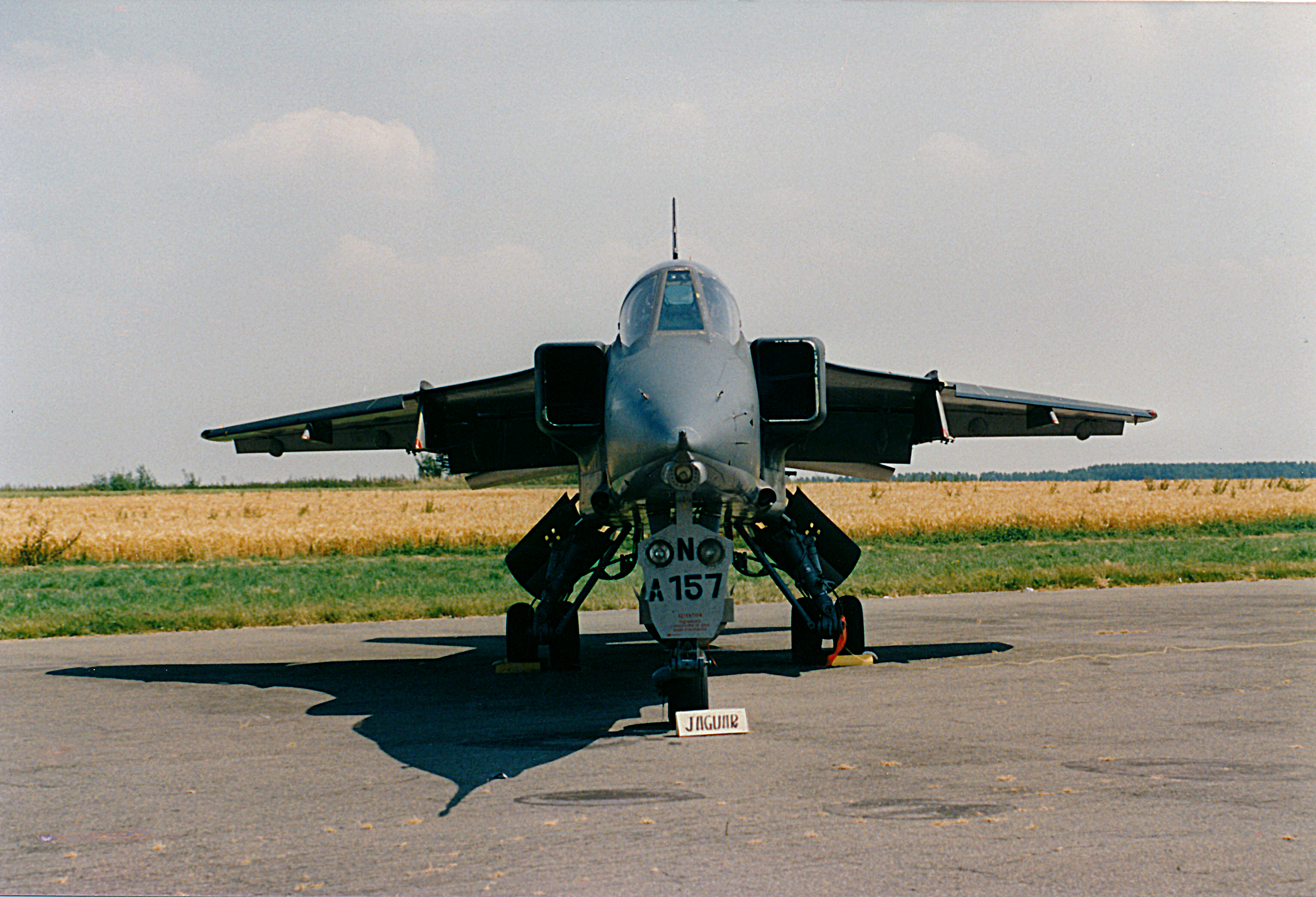
Jaguar N A 157 exposé au meeting aérien international des 24-25 Juin 1989 à Chièvres (Belgique).

Un vol record de 10h20 aller-retour de Toul vers un point proche de Nouadhibou a été réalisé par deux Jaguar E de l'EC 3/11 Corse de la 11e escadre de chasse ravitaillés cinq fois par deux C-135F l'un partant de France, le second basé à Dakar.
Grâce à sa stabilité, le Jaguar est une excellente plateforme d'attaque au sol.
Afin de réduire la distance de décollage et d'atterrissage, l'aile est dotée de becs de bord d'attaque et de volets hypersustentateurs sur tout le bord de fuite de l'aile. Ceci a de fait interdit d'utiliser des ailerons pour le contrôle en roulis, aussi les ingénieurs ont installé un système de spoilers qui, en détruisant la portance sur une aile, permet de mettre cet avion en virage. De plus, à basse vitesse, la gouverne de profondeur est mue de façon dissymétrique pour renforcer le contrôle en roulis. La structure du fuselage est en nid d'abeille, ce qui explique sa masse relativement peu élevée. En contrepartie, certains avions (surtout des biplaces, plus longs) finiront leur carrière avec un fuselage déformé à la suite d'une résistance mécanique insuffisante.
Il peut et a été équipé de missile air-air à courte portée en extrados.

## Dans la culture populaire
Le livre Mission Oxygène qui romance les opérations d'un nageur de combat du Service Action français évoque une mission d'appui-feu réalisée par des avions Jaguar au Tchad fin 1986. Une équipe de nageurs de combat accompagnés d'un guide local nomadise en 4x4 Toyota Land Cruiser afin de renseigner l'état-major sur les mouvements ennemis. Au cours d'une reconnaissance, l'équipe repère un convoi ennemi d'une dizaine de véhicules composé de camions chargés de combattants et d'armes escortés par deux véhicules blindés Panhard AML. Joignant par radio l'état-major, les agents transmettent les coordonnées de la colonne motorisée au moyen d'un système de navigation par GPS. Une patrouille aérienne composée d'un Mirage F1 et deux Jaguar est engagée pour attaquer le convoi. Le Mirage F1 se charge de la couverture aérienne pendant que les deux Jaguar effectuent l'attaque au sol. Les véhicules sont attaqués à coups de canons, puis par des tirs de roquettes : la colonne est totalement anéantie.
Ce roman décrit une mission de guidage de frappe aérienne par une équipe des forces spéciales de manière très détaillée pour l'époque. Des missions similaires seront réalisées plus tard en Afghanistan, en Libye et en Irak.

## Sources
- (en) Le Jaguar sur Air Vectors
- Dossier de 40 pages sur le Jaguar dans le magazine Air Fan no 278 (janvier 2002)
- (fr) le Jaguar M sur un site consacré à la marine française

### Aéronefs comparables
- opération Provide Comfort
- IAR-93
- Mikoyan-Gourevitch MiG-27
- Mitsubishi F-1
- Soko J-22 Orao
- Xian JH-7
- Dassault Mirage F1